# Lisídice (hija de Pélope)
En la mitología griega Lisídice (en griego Λυσιδίκη) era una de las tres Pelópides, esto es, hija de Pélope e Hipodamía.

Al igual que sus hermanas, Lisídice casó con uno de los Perseidas. Así en el Catálogo de mujeres: 
«Desde el Alfeo de profundos remolinos Electrión, con sus caballos y carros bien encolados condujo a Lisídice, hija hermosísima de Pélope que, tras subir al mismo lecho le alumbró hijos, al héroe Gorgófono, a Nomio, Celeneo y Anfímaco, a Deímaco, Euribio y al ilustre Epilao. Los tafios, famosos por sus naves, desde las islas Equinas surcaron con sus naves las anchas espaldas del mar y les despojaron en lucha por unos bueyes de corvas patas. Y entonces, para alegría de los padres, sola Alcmena quedó la hija de Lisídice y del ilustre Electrión, para el Cronión de negras nubes».
Piteo, el abuelo de Teseo, era hermano de Lisídice, por lo que Teseo y Heracles eran de la misma generación y tenían la misma sangre. En la Biblioteca mitológica se cita a Lisídice como esposa de Méstor, otro de los Perseidas. De Méstor y Lisídice nació Hipótoe. Esta fue madre del epónimo Tafio en su unión con Poseidón. No obstante Diodoro la cita como Eurídice.